# Grevillea bemboka
Grevillea bemboka är en tvåhjärtbladig växtart som beskrevs av Stajsic & Molyneux. Grevillea bemboka ingår i släktet Grevillea och familjen Proteaceae. Inga underarter finns listade i Catalogue of Life.